# Досо Бароардо (Кремона)
Досо Бароардо је насеље у Италији у округу Кремона, региону Ломбардија.
Према процени из 2011. у насељу је живело 17 становника. Насеље се налази на надморској висини од 50 м.